# Тодор Швракић
Тодор Швракић (Приједор, 10. март 1882 — Сарајево, 5. децембар 1931) био је први школовани сликар са простора данашње Босне и Херцеговине.

## Биографија
Рођен је у сиромашној српској занатлијској породици. Као син дрводјеље, са 16 година одлази у Београд гдје похађа приватну сликарску школу Ристе и Бете Вукановић. Образовао се и у Уметничкој школи у Београду, смештеној у Господар Јевремовом конаку. Усавршавање је продужио код Паје Јовановића у Бечу, и касније у Прагу и Паризу. Био је стипендиста сарајевске "Просвјете" на Уметничкој академији у Прагу. У друштву са колегама Србима са прашке академије, Пером Поповићем и Бранком Радуловићем, приредио је 1907. године заједничку изложбу у Сарајеву. Било је још неколико његових самосталних изложби, попут оне у родном Приједору августа 1910. године. Пре Великог рата био је члан друштва Медулић, са којим је излагао у Загребу, крајем исте 1910. године.
Излагао је 1911. године у Прагу, и на свим изложбама Медулића, затим у Риму 1911. за павиљон Краљевине Србије и на свим југословенским изложбама у то време. Сматран је једним од најбољих српских акварелиста. Радио је композиције портрете и пејзаже, од којих је најпознатији званични и једини портрет Николе Пашића. Отворио је своју приватну сликарску школу у Сарајеву.
У међуратном периоду је био члан друштва "Ладе". Новембра 1927. године Швракић је у Новинарском дому у Београду приредио изложбу својих акварела (45). Радови су се односили на "дивоте" Јужне Србије. На годишњој изложби друштва "Ладе" 13. марта 1932. године публика је имала прилику да виду његову посмртну колекцију. Исту је чинило 20 радова, углавном акварела на којима је уметник приказао фолкорни карактер муслиманских крајева Босне и Јужне Србије. Швракић је значајан за етнологију, јер је на својим тематским циклусима верно, упечатљиво приказао тадашњи народни живот У Босни, Јужној Србији, Топлици, Ђердапу и Источној Србији и осталим крајевима Југославије.
Радио је као предавач у средњим школама у Сарајеву. Године 1930. он је учитељ вештина у Првој мушкој гимназији у Сарајеву. Унапређен је у наставника друге групе, друге категорије. Било је то пред смрт почетком децембра 1931. године. Ту у Сарајеву у улици која је носила његово име, била му је кућа, у којој је рођен, стварао и напокон умро. Био је ожењен Босиљком, наставницом грађанских школа, са којим је имао сина Мирка, психијатра психоаналитичара. Супруга је након његове смрти прешла са службом из Сарајева у Београд.
Одликован је 4. децембра 1922. године краљевским Орденом Св. Саве V реда.

## Галерија
- Из старе цркве, 1913.
- Славолук, 1919.
- Мост цара Душана на Вардару, 1919.
- Морске хриди, 1920.
- Прелазак преко Албаније, 1921.
- Шума, 1925.
- Предворје џамије, 1930.
- Косац
- Мученици за слободу
- Планински пејзаж